# Ricardo Esgaio
Ricardo Esgaio (wym. [ʁiˈkaɾdu ɨʒˈgaju], ur. 16 maja 1993 r. w Nazaré) – portugalski piłkarz występujący na pozycji obrońcy w portugalskim klubie Sporting CP.

## Kariera klubowa
Esgaio „karierę” piłkarską rozpoczynał w zespole GD Nazarenos, z którego w wieku 11 lat przeniósł się do Sportingu. W akademii klubu ze stolicy Portugalii przeszedł wszystkie szczeble wiekowe (od U-13 po U-19), zdobywając przy tym tytuły mistrza kraju w rywalizacji czternasto- i osiemnastolatków.
Po raz pierwszy w szerokim składzie pierwszego zespołu został uwzględniony w grudniu 2011 roku. Sporting, który już wcześniej zapewnił sobie awans do kolejnej fazy Ligi Europy, w przedostatnim meczu fazy grupowej podejmował S.S. Lazio. Mecz ten na ławce rezerwowych, oprócz Esgaio, rozpoczęli inni młodzieżowcy: Betinho, João Carlos i João Mário, natomiast w cały mecz rozegrał – Tiago Ilori.
W kolejnym sezonie Portugalczyk został włączony do składu drugiego zespołu Sportingu, który występował w Segunda Liga. W ciągu 12 pierwszych kolejek zdobył 10 bramek, co zaowocowało obecnością na ławce rezerwowych podczas ligowego meczu pierwszej drużyny ze Sportingiem Braga. Debiut w „Sportingu A” Esgaio zaliczył 7 grudnia 2012 roku, kiedy wyszedł w pierwszym składzie w meczu fazy grupowej Ligi Europy przeciw węgierskiemu Videotonowi. W Primeira Liga po raz pierwszy wystąpił na początku stycznia 2013 roku, w meczu z FC Paços de Ferreira. W sumie w swoim pierwszym seniorskim sezonie wystąpił w 33 meczach klubowych: 27 w drugiej lidze (17 bramek), 3 pierwszej lidze, 1 w Lidze Europy i 2 w Pucharze Ligi. Dodatkowo uczestniczył w meczu o trzecie miejsce w międzynarodowych rozgrywkach młodzieżowych Next Gen Series (Sporting pokonał Arsenal 3:1, zaś Esgaio strzelił jedną z bramek).
W 2015 roku był wypożyczony do Académiki Coimbra, a w 2017 roku został zawodnikiem Bragi.

## Kariera reprezentacyjna

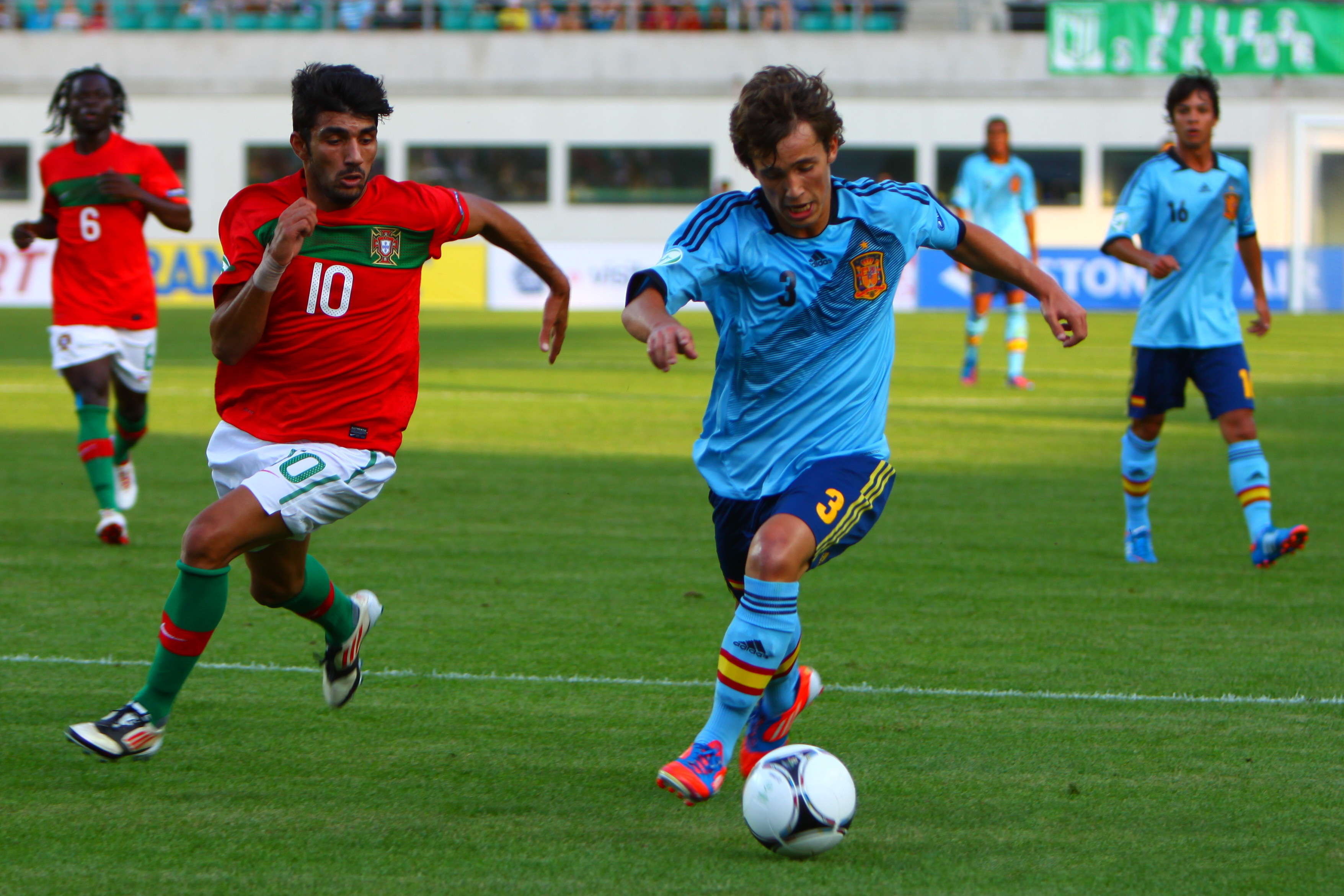
Esgaio i Alejandro Grimaldo podczas Euro U-19 (2011)

Urodzony w Nazaré zawodnik grę w reprezentacji Portugalii zaczynał od poziomu U-16 – w 9 spotkaniach zdobył 3 bramki. W sierpniu 2009 roku awansował do drużyny do lat 17. W 2009 i 2010 roku brał udział w kwalifikacjach do Mistrzostw Europy U-17, które odbywały się w Liechtensteinie. Podczas turnieju finałowego w maju 2010 roku Esgaio zdobył dwie bramki w meczu ze Szwajcarią, jednak Portugalczycy nie zdołali awansować dalej.
Jeszcze przed mistrzostwami zawodnik debiutował w reprezentacji do lat 18, w której jednak rozegrał zaledwie dwa spotkania. We wrześniu 2010 roku Esgaio dołączył natomiast do reprezentacji dziewiętnastolatków, niemal od razu biorąc udział w meczach kwalifikacyjnych do Euro U-19 2011 w Rumunii (Portugalczycy odpadli w „rundzie elitarnej” – drugiej fazie kwalifikacji). W kolejnym sezonie ponownie uczestniczył w kwalifikacyjach, tym razem zakończonych sukcesem, do Euro U-19 2012 w Estonii. Jednak po raz kolejny Portugalczykom nie udało się przejść fazy grupowej. Łącznie zawodnik Sportingu wystąpił w 29 meczach drużyny narodowej w tej kategorii wiekowej, zdobywając przy tym 5 bramek.
W październiku 2012 roku Esgaio zadebiutował w meczu reprezentacji do lat 20 Portugalia – Australia. W maju i czerwcu 2013 roku uczestniczył w Turnieju w Tulonie. Po jego zakończeniu otrzymał powołanie na Mistrzostwa Świata U-20 w Turcji.